# Тшебеліно (гміна)
Гміна Тшебеліно (пол. Gmina Trzebielino) — сільська гміна у північній Польщі. Належить до Битівського повіту Поморського воєводства.
Станом на 31 грудня 2011 у гміні проживало 3772 особи.

## Територія
Згідно з даними за 2007 рік площа гміни становила 225.45 км², у тому числі:
- орні землі: 32.00%
- ліси: 61.00%

Таким чином, площа гміни становить 10.28% площі повіту.

## Населення
Станом на 31 грудня 2011:
| Опис     | Загалом | Загалом | Чоловіки | Чоловіки | Жінки | Жінки |
| -------- | ------- | ------- | -------- | -------- | ----- | ----- |
| одиниця  | осіб    | %       | осіб     | %        | осіб  | %     |
| все      | 3772    | 100     | 1895     | 50.24    | 1877  | 49.76 |
| міське   | 0       | 100     | 0        |          | 0     |       |
| сільське | 3772    | 100     | 1895     | 50.24    | 1877  | 49.76 |

## Сусідні гміни
Гміна Тшебеліно межує з такими гмінами: Дембниця-Кашубська, Кемпіце, Кобильниця, Колчиґлови, Мястко.